# Saint-Seurin-de-Prats
 Saint-Seurin-de-Prats  (en occitano Sent Sieurin de Prats) es una población y comuna francesa, situada en la región de Aquitania, departamento de Dordoña, en el distrito de Bergerac y cantón de Vélines.

## Demografía
| 514 | 461 | 451 | 476 | 491 | 488 |
| Para los censos de 1962 a 1999 la población legal corresponde a la población sin duplicidades (Fuente: INSEE [Consultar]) |     |     |     |     |     |